# It's Okay to Not Be Okay
It's Okay to Not Be Okay (hangul: 사이코지만 괜찮아; rr: Saikojiman Gwaenchana; lit. Psycho But It's Okay; br: Tudo Bem Não Ser Normal) é uma telenovela sul-coreana exibida pela emissora tvN de 20 de junho a 9 de agosto de 2020. É estrelada por Kim Soo-hyun, Seo Ye-ji, Oh Jung-se e Park Gyu-young e segue um cuidador dedicado de enfermaria psiquiátrica e uma escritora de livros infantis antissocial.
A série foi transmitida em 16 episódios na TVN e Netflix de 20 de junho de 2020 a 9 de agosto de 2020. De acordo com a Nielsen Korea, registrou uma audiência média nacional de audiência de TV de 5,4%. Foi o programa mais popular de 2020 no gênero romance na Netflix na Coreia do Sul.  A resposta crítica foi bem positiva; alguns comentaristas criticaram a escrita na segunda metade da série, mas elogiaram a atuação do elenco.
Tudo Bem Não Ser Normal foi nomeado como uma das melhores séries internacionais de 2020 pela The New York Times. O drama foi indicado no 57º Baeksang Arts Awards, recebendo oito indicações com duas vitórias – Melhor Ator Coadjuvante, Melhor Programa de Televisão e Melhor Figurino. Recebeu uma indicação no 49º Emmy Internacional nas categorias Melhor Filme ou Minissérie.

## Enredo
Moon Gang-tae (Kim Soo-hyun) vive com seu irmão mais velho, Moon Sang-tae (Oh Jung-se), que tem autismo. Eles frequentemente se mudam de cidade em cidade desde que Sang-tae testemunhou o assassinato de sua mãe. Para sobreviverem financeiramente, Gang-Tae trabalha como cuidador em alas psiquiátricas em todos os lugares onde eles se instalam. Enquanto trabalhava em um hospital, ele conhece uma famosa escritora de livros infantis, Ko Moon-young (Seo Yea-ji), que dizem ter transtorno de personalidade antissocial.
Circunstâncias levam Gang-tae a trabalhar no Hospital Psiquiátrico OK na cidade de Seongjin, onde viveram quando eram jovens. Enquanto isso, Moon-young cria uma obsessão romântica por Gang-tae e o segue até Seongjin, lá o trio (incluindo Sang-tae) lentamente começa a curar as feridas emocionais um do outro e a verdade por trás de seus passados entrelaçados, que os tem assombrado, também é revelada.

## Elenco

### Elenco principal
- Kim Soo-hyun como Moon Gang-tae[4]
  - Moon Woo-jin como Moon Gang-tae (jovem)

Um cuidador órfão que trabalha no Hospital Psiquiátrico OK. Embora tenha empatia por todos ao seu redor, ele luta para se dar amor como resultado de suas experiências anteriores na vida e evita ter relacionamentos próximos com qualquer pessoa que não seja seu irmão mais velho. Por causa da experiência traumática de seu irmão, ele frequentemente se muda de cidade em cidade com ele e nunca teve uma vida normal.
- Seo Ye-ji como Ko Moon-young[5]
  - Kim Soo-in como Ko Moon-young (jovem)

Uma autora popular de livros infantis com transtorno de personalidade antissocial. Ela teve uma infância conturbada e um relacionamento turbulento com seus pais. Moon-young desenvolve uma obsessão romântica por Gang-tae, após um encontro casual e frequentemente vai a extremos para chamar sua atenção.
- Oh Jung-se como Moon Sang-tae[6]
  - Lee Kyu-sung como Moon Sang-tae (jovem)

O irmão mais velho de Gang-tae que é autista. Ele é um fã da escritora Moon-young, bem como um aspirante a ilustrador. Ele foi a única testemunha do assassinato de sua mãe, resultando em seu medo irracional por borboletas. Esse medo se transforma em pesadelos a cada primavera, o que força Gang-tae a mudar de cidade com Sang-tae para "fugir das borboletas".
- Park Kyu-young como Nam Ju-ri[7]
  - Park Seo-kyung como Nam Ju-ri (jovem)

Uma enfermeira e colega de trabalho de Gang-tae no Hospital Psiquiátrico OK. Ela tem uma paixão não correspondida por ele e mostra-se tímida e facilmente ciumenta por outras pessoas estarem perto de seus interesses românticos. Ela não gosta de Moon-young, com quem teve uma breve amizade na escola primária. Ju-ri mora com sua mãe, Kang Soon-deok, uma cozinheira do hospital.

### Elenco de apoio

#### Editora SangsangESang
- Kim Joo-hun como Lee Sang-in

O diretor executivo da editora SangsangESang, que publica os livros infantis de Ko Moon-young. Ele começou sua carreira como editor de um conto de fadas escrito por Moon-young, e é uma das poucas pessoas que sabe sobre seu passado. Apesar dos problemas que ela frequentemente o coloca, ele se preocupa com o bem-estar dela e daqueles próximos a ela.
- Park Jin-joo como Yoo Seung-jae

Diretora de arte da editora SangsangESang, geralmente assumindo o papel de assistente de Lee Sang-in. Apesar de ser constantemente repreendida por Sang-in, os dois cuidam um do outro. Ela é naturalmente talentosa em determinar as verdadeiras intenções de alguém, muitas vezes descobrindo quando uma pessoa está mentindo ou tem um interesse romântico.

#### Funcionários do hospital psiquiátrico OK
- Kim Chang-wan como Oh Ji-wang

Diretor do Hospital Psiquiátrico OK. Apesar do uso de métodos não convencionais, ele mantém uma preocupação genuína e um relacionamento com todos os seus pacientes e muitas vezes consegue ajudá-los a melhorar. Ele se torna um pilar de apoio para Gang-tae, enquanto aprende mais sobre seu passado trágico, e oferece a ele e a seu irmão Sang-tae sessões de aconselhamento para superar seu trauma.
- Jang Young-nam como Park Haeng-ja

A enfermeira-chefe do hospital.
- Kim Mi-kyung como Kang Soon-deok

Uma cozineira qualificada do hospital e mãe de Ju-ri. Ela se preocupa profundamente com os dois irmãos e muitas vezes ajuda Gang-tae a cuidar de Sang-tae, vendo os dois como seus próprios filhos.
- Jang Gyu-ri como Sun Byul

Enfermeira com 3 anos de experiência. Amigo de Ju-ri.
- Seo Joon como Kwon Min-suk
- Choi Woo-sung como Oh Cha-yong

Um cuidador jovem e descuidado.

#### Pacientes
- Lee Eol como Ko Dae-hwan

Pai de Ko Moon-young e um paciente no hospital que está sofrendo e acamado por demência. Ele foi um arquiteto que projetou a casa da família Ko, apelidada de "Castelo Amaldiçoado" após o desaparecimento de Do Hui-jae.
- Kim Ki-chun como Gan Pil-ong

Um veterano da Guerra do Vietnã de bom coração, mas problemático, que sofre de transtorno de estresse pós-traumático. Ele atua como informante de Oh Ji-wang, deixando-o saber secretamente o que os pacientes estão fazendo ou escondendo. Ele divide o quarto de paciente com Ko Dae-hwan e Joo Jeong-tae, mas está mais próximo de Jeong-tae devido à condição do primeiro.
- Jung Jae-kwang como Joo Jeong-tae

Um paciente contente com a vida, originalmente admitido no hospital por alcoolismo. Ele foi pego tendo um relacionamento com outra paciente, Lee Ah-reum, o que é contra a política do hospital. Apesar disso, permaneceu otimista sobre sua recuperação após a alta de Ah-reum e busca manter contato com ela mesmo após sua mudança para os Estados Unidos.
- Ji Hye-won como Lee Ah-reum

Uma paciente tímida que foi internada por ansiedade, após escapar de seu ex-marido abusivo. Ela está em um relacionamento com Joo Jeong-tae. Mais tarde, ela recebe alta e se muda para a América com sua família, após uma altercação causada pelo ex-marido no hospital.
- Kang Ji-eun como Park Ok-ran

Uma fã misteriosa de Do Hui-jae, que atormenta Ko Dae-hwan e Gang-tae.
- Joo In-young como Yoo Sun-hae

Uma paciente com transtorno dissociativo de identidade, que desenvolveu como um mecanismo de enfrentamento. Ela tem um relacionamento conturbado com o pai, a quem despreza. Depois que a desordem começou quando ainda era uma criança, seus pais a venderam para uma xamã e ela posteriormente se tornou uma. No entanto, por ela não ter poderes sobrenaturais reais, suas leituras nunca foram precisas.

#### Outros
- Kang Ki-doong como Jo Jae-soo

O melhor amigo de Gang-tae, que segue ele e Sang-tae sempre que eles se mudam. Ele é extremamente leal a Gang-tae e tenta animá-lo quando ele está para baixo. Cada vez que o amigo se muda, ele abre uma nova loja de frango frito para se sustentar, mas atualmente ele dirige uma pizzaria, esperando que seja permanente.
- Choi Hee-jin como mãe de Moon Sang-tae e Moon Gang-tae

Uma mãe solteira trabalhando duro para criar dois filhos, ela foi assassinada há mais de uma década em circunstâncias misteriosas. Apesar de Sang-tae ser a única testemunha do assassinato, o autor nunca foi pego.
- Woo Jung-won/Jang Young-nam como Do Hui-jae

Uma novelista de sucesso e mãe de Moon-young. Ela desapareceu em circunstâncias misteriosas fazendo com que Moon-young a declarasse legalmente morta. Ela era abusiva com a filha e uma grande parte da razão de Moon-young ser como ela é.

### Participações especiais
- Kwak Dong-yeon como Kwon Ki-do (Ep. 3-4, 16)
- Jung Sang-hoon como dono de motel de amor (Ep. 5)
- Bae Hae-sun como Kang Eun-ja (Ep. 4-7, 16)

Um paciente no hospital com depressão psicótica.
- Choi Daniel como diretor executivo Choi Daniel (Ep. 8)

## Produção
It's Okay to Not Be Okay foi criado pelo Studio Dragon, escrito por Jo Yong, dirigido por Park Shin-woo e produzido pela Story TV e Gold Medalist. Jo Yong baseou a série em seu relacionamento com um homem que tinha transtorno de personalidade. Ela desenvolveu o personagem Moon Sang-tae, ouvindo histórias de pessoas com irmãos autistas e se consultou com os livros recomendados pelo CEO da Bear Better, um empreendimento social onde pessoas com deficiências de desenvolvimento trabalham. O diretor de moda Cho Sang-kyung administrou os figurinos, enquanto a estilista Minju Kim desenhou alguns dos vestidos de Ko Moon-young.
No segundo semestre de 2019, Kim Soo-hyun considerou fazer parte do elenco de It's Okay to Not Be Okay, como seu drama televisivo de retorno, após período afastado de suas atividades devido ao alistamento militar obrigatório, sua entrada no elenco foi confirmado por sua agência em fevereiro de 2020. Na conferência de imprensa para a série, ele disse que se juntou ao projeto depois de ser atraído pelo título e pelo personagem de Moon Gang-tae. No mesmo mês, Seo Yea-ji foi confirmada para interpretar Ko Moon-young. Em março de 2020, o ator veterano Oh Jung-se, aceitou o papel de Moon Sang-tae; quando questionado sobre seu personagem durante entrevista coletiva, ele afirmou que "o autismo não é uma doença, mas algo com que você nasce".
As primeiras fotos da leitura do roteiro foram lançadas em 8 de maio de 2020 e as filmagens foram concluídas em 31 de julho de 2020, sem uma festa de encerramento devido às preocupações com a pandemia COVID-19. Os seus locais de filmagem incluíram o Cafe Sanida em Wonju, Gangwon, que forneceu o pano de fundo para o "castelo amaldiçoado", que foi completado com efeitos CGI, e o Secret Blue Cafe em Goseong County, Gangwon, que foi transformado no Hospital Psiquiátrico OK para filmagens de apoio. Locações externas incluíram ruas e praias em Goseong, bem como locais em Yangju (Gyeonggi) e Incheon. Alguns dos móveis utilizados na série eram antiguidades e tinham entre 100 e 200 anos.
It's Okay to Not Be Okay foi transmitida pela emissora tvN aos sábados e domingos às 21h, horário padrão da Coreia, no período de 20 de junho a 9 de agosto de 2020; Os episódios foram lançados na Netflix Coreia do Sul e também internacionalmente, após sua transmissão na televisão.

## Em outras mídias

### Literatura vinculada
Os cinco livros de histórias infantis que apareceram em It's Okay to Not Be Okay foram escritos por Jo Yong e receberam ilustraçoes pelo artista conceitual Jamsan. Os livros foram publicados em coreano pela editora Wisdom House em julho e agosto de 2020. De acordo com as livrarias Kyobo Book Center e YES 24, todos os cinco livros foram listados entre os 20 livros mais vendidos do mês. Devido à sua popularidade, o Kyobo Book Center registrou um aumento de nove vezes no número de livros vendidos relacionados a dramas e filmes. Em 2021, todos os cinco livros foram traduzidos por Woo Jae-Hyung para o português e publicados pela editora brasileira Intrínseca nos meses de março e maio.
| No. | Título original         | Título em português                     | Páginas (original) | Data de publicação original | Data de publicação brasileira | ISBN              |
| --- | ----------------------- | --------------------------------------- | ------------------ | --------------------------- | ----------------------------- | ----------------- |
| 1   | 악몽을 먹고 자란 소년   | O Menino que se Alimentava de Pesadelos | 16                 | 18 de julho de 2020         | 31 de março de 2021           | 978-65-5560-195-4 |
| 2   | 좀비아이                | Criança Zumbi                           | 24                 | 13 de julho de 2020         | 31 de março de 2021           | 978-65-5560-197-8 |
| 3   | 봄날의 개               | O Cão Alegre                            | 16                 | 30 de julho de 2020         | 31 de março de 2021           | 978-65-5560-199-2 |
| 4   | 손, 아귀                | A Mão e o Tamboril                      | 20                 | 15 de agosto de 2020        | 14 de maio de 2021            | 978-65-5560-208-1 |
| 5   | 진짜 진짜 얼굴을 찾아서 | Em Busca da Feição Real                 | 24                 | 31 de agosto de 2020        | 14 de maio de 2021            | 978-65-5560-210-4 |

O roteiro da série, também ilustrado por Jamsan, foi publicado em dois livros e cada um deles cobre oito episódios.
| No. | Título (tradução em inglês)                    | Páginas | Data de publicação   | ISBN              |
| --- | ---------------------------------------------- | ------- | -------------------- | ----------------- |
| 1   | It's Okay to Not Be Okay 1 (사이코지만 괜찮아) | 504     | 30 de julho de 2020  | 978-8-9315-8984-9 |
| 2   | It's Okay to Not Be Okay 2 (사이코지만 괜찮아) | 520     | 27 de agosto de 2020 | 978-8-9315-8985-6 |

### Trilha sonora
O álbum correspondente a trilha sonora original de It's Okay to Not Be Okay foi composto executivamente pelo diretor musical Nam Hye-seung. Os vocais foram executados por Janet Suhh, Heize, Sam Kim, Park Won, Lee Su-hyun, Kim Feel, Cheeze, Yongzoo e Elaine. Seu lançamento ocorreu em 9 de agosto de 2020 e contém todos os singles, faixas especiais e de ambiente da série. O álbum estreou em número catorze pela parada semanal da Gaon Album Chart e posteriormente subiu para o décimo lugar na semana seguinte. Ele também registrou a classificação mais alta de vendas de vários centros comerciais de música e a quantidade de produção inicial foi vendida dentro de uma semana após o início das pré-vendas.
Lista de faixas
| Disco 1:       |                                                        |                            |         |  |
| N.º            | Título                                                 | Artista(s)                 | Duração |  |
| 1.             | "Sketch Book (It's Okay to Not Be Okay Opening Title)" | Janet Suhh                 | 1:51    |  |
| 2.             | "You're Cold (더 많이 사랑한 쪽이 아프대)"             | Heize                      | 3:54    |  |
| 3.             | "Breath (숨)"                                          | Sam Kim                    | 4:14    |  |
| 4.             | "My Tale"                                              | Park Won                   | 3:47    |  |
| 5.             | "In Your Time (아직 너의 시간에 살아)"                 | Lee Su-hyun (AKMU)         | 4:29    |  |
| 6.             | "Hallelujah (나도 모르는 노래)"                        | Kim Feel                   | 4:28    |  |
| 7.             | "Little by Little (너라서 고마워)"                     | Cheeze                     | 4:27    |  |
| 8.             | "Puzzle (퍼즐)"                                        | Yongzoo                    | 3:55    |  |
| 9.             | "Wake Up"                                              | Elaine                     | 4:14    |  |
| 10.            | "Got You"                                              | GA EUN                     | 3:13    |  |
| 11.            | "Your Day"                                             | Kim Ki-won                 | 1:51    |  |
| 12.            | "In Silence"                                           | Janet Suhh                 | 3:30    |  |
| 13.            | "I'm Your Psycho"                                      | Janet Suhh                 | 3:10    |  |
| 14.            | "Lighting Up Your World"                               | Janet Suhh                 | 3:38    |  |
| 15.            | "Quelemente (괜찮은 병원 체조송)"                      | Lee Jong-soo, Na Byung-soo | 1:57    |  |
| 16.            | "Song for Election (Symbol No. 1 Kwon Man Soo)"        | Funny J                    | 2:50    |  |
| Duração total: | Duração total:                                         | Duração total:             | 54:02   |  |

| Disco 2:       |                                                                 |                              |         |  |
| N.º            | Título                                                          | Artista(s)                   | Duração |  |
| 1.             | "Sew Your Heart"                                                | Kim Kyung-hee                | 3:24    |  |
| 2.             | "Brother (Gang-tae, Sang-tae's Theme)"                          | Nam Hye-seung Park Sang-hee  | 3:35    |  |
| 3.             | "Her World (Moon-young's Theme)"                                | Nam Hye-seung Park Sang-hee  | 3:23    |  |
| 4.             | "Destiny is Nothing (운명이 별거)"                              | Nam Hye-seung Park Sang-hee  | 1:32    |  |
| 5.             | "Gang-tae & Jae-soo's Speed Instinct (강태와 재수의 질주본능)"  | Kim Kyung-hee                | 1:19    |  |
| 6.             | "Facing the Fate (운명을 맞잡고)"                               | Nam Hye-seung Park Sang-hee  | 1:45    |  |
| 7.             | "River of Loneliness (Gang-tae's Theme)"                        | Nam Hye-seung Park Sang-hee  | 3:00    |  |
| 8.             | "On The Road, Left Alone (혼자 남겨진 그 길 위에서)"            | Nam Hye-seung Park Sang-hee  | 4:22    |  |
| 9.             | "Through The Dark Tunnel of Time (어두운 시간의 터널을 지나다)" | Nam Hye-seung Park Sang-hee  | 3:16    |  |
| 10.            | "Their Own World (그들만의 세계)"                               | Lee So-young                 | 2:12    |  |
| 11.            | "It's Okay (괜찮아)"                                            | Nam Hye-seung Go Eun-jung    | 1:10    |  |
| 12.            | "Thunderbolt (우렁각시)"                                        | Nam Hye-seung Go Eun-jung    | 1:15    |  |
| 13.            | "Rooftop March (Chopsticks Variation)"                          | Nam Hye-seung Park Sang-hee  | 0:53    |  |
| 14.            | "Butterfly (Do Hui-jae's Theme)"                                | Nam Hye-seung Park Sang-hee  | 2:35    |  |
| 15.            | "Jae-soo and Alberto (재수와 알베르토)"                         | Nam Hye-seung Jeon Jung-hoon | 0:40    |  |
| 16.            | "A Hidden Heart (감춰진 마음)"                                  | Lee So-young                 | 3:03    |  |
| 17.            | "Bluebeard (푸른수염)"                                          | Nam Hye-seung Jeon Jung-hoon | 2:10    |  |
| 18.            | "The Dusk of The City (도시의 해질녘)"                          | Lee So-young                 | 3:52    |  |
| 19.            | "For Ju-ri (Fur Elise Variation)"                               | Nam Hye-seung Park Sang-hee  | 1:25    |  |
| 20.            | "Publishing Company SangsangESang (상상이상 출판사)"            | Nam Hye-seung Park Sang-hee  | 2:44    |  |
| Duração total: | Duração total:                                                  | Duração total:               | 48:07   |  |

Singles e faixas especiais (canções) incluídas no álbum foram lançadas de 21 de junho a 2 de agosto de 2020.
Parte 1
| Lançado em 21 de junho de 2020 |                                              |                |         |  |
| N.º                            | Título                                       | Artista        | Duração |  |
| 1.                             | "You're Cold" (더 많이 사랑한 사람이 아프대) | Heize          | 3:54    |  |
| 2.                             | "You're Cold" (Inst.)                        |                | 3:54    |  |
| Duração total:                 | Duração total:                               | Duração total: | 7:48    |  |

Parte 2
| Lançado em 28 de junho de 2020 |                  |                |         |  |
| N.º                            | Título           | Artista        | Duração |  |
| 1.                             | "Breath" (숨)    | Sam Kim        | 4:14    |  |
| 2.                             | "Breath" (Inst.) |                | 4:14    |  |
| Duração total:                 | Duração total:   | Duração total: | 8:28    |  |

Parte 3
| Lançado em 5 de julho de 2020 |                   |                |         |  |
| N.º                           | Título            | Artista        | Duração |  |
| 1.                            | "My Tale"         | Park Won       | 3:47    |  |
| 2.                            | "My Tale" (Inst.) |                | 3:47    |  |
| Duração total:                | Duração total:    | Duração total: | 7:34    |  |

Volume 1 de faixa especial
| Lançado em 11 de julho de 2020 |                            |                |         |  |
| N.º                            | Título                     | Artista        | Duração |  |
| 1.                             | "Wake Up"                  | Elaine         | 4:14    |  |
| 2.                             | "Got You"                  | GA EUN         | 3:13    |  |
| 3.                             | "Your Day" (feat. Kim Bom) | Kim Ki-won     | 1:51    |  |
| 4.                             | "Wake Up" (Inst.)          |                | 4:14    |  |
| 5.                             | "Got You" (Inst.)          |                | 3:13    |  |
| 6.                             | "Your Day" (Inst.)         |                | 1:51    |  |
| Duração total:                 | Duração total:             | Duração total: | 18:36   |  |

Parte 4
| Lançado em 12 de julho de 2020 |                                        |                    |         |  |
| N.º                            | Título                                 | Artista            | Duração |  |
| 1.                             | "In Your Time" (아직 너의 시간에 살아) | Lee Su-hyun (AKMU) | 4:29    |  |
| 2.                             | "In Your Time" (Inst.)                 |                    | 4:29    |  |
| Duração total:                 | Duração total:                         | Duração total:     | 8:58    |  |

Volume 2 de faixa especial
| Lançado em 18 de julho de 2020 |                                  |                |         |  |
| N.º                            | Título                           | Artista        | Duração |  |
| 1.                             | "In Silence"                     | Janet Suhh     | 3:30    |  |
| 2.                             | "I'm Your Psycho"                | Janet Suhh     | 3:10    |  |
| 3.                             | "Lighting Up Your World"         | Janet Suhh     | 3:38    |  |
| 4.                             | "In Silence" (Inst.)             |                | 3:30    |  |
| 5.                             | "I'm Your Psycho" (Inst.)        |                | 3:10    |  |
| 6.                             | "Lighting Up Your World" (Inst.) |                | 3:38    |  |
| Duração total:                 | Duração total:                   | Duração total: | 20:36   |  |

Parte 5
| Lançado em 19 de julho de 2020 |                                 |                |         |  |
| N.º                            | Título                          | Artista        | Duração |  |
| 1.                             | "Hallelujah" (나도 모르는 노래) | Kim Feel       | 4:28    |  |
| 2.                             | "Hallelujah" (Inst.)            |                | 4:28    |  |
| Duração total:                 | Duração total:                  | Duração total: | 8:56    |  |

Parte 6
| Lançado em 26 de julho de 2020 |                                    |                |         |  |
| N.º                            | Título                             | Artista        | Duração |  |
| 1.                             | "Little By Little" (너라서 고마워) | Cheeze         | 4:27    |  |
| 2.                             | "Little By Little" (Inst.)         |                | 4:27    |  |
| Duração total:                 | Duração total:                     | Duração total: | 8:54    |  |

Parte 7
| Lançado em 2 de agosto de 2020 |                  |                |         |  |
| N.º                            | Título           | Artista        | Duração |  |
| 1.                             | "Puzzle" (퍼즐)  | Yongzoo        | 3:55    |  |
| 2.                             | "Puzzle" (Inst.) |                | 3:55    |  |
| Duração total:                 | Duração total:   | Duração total: | 7:50    |  |

#### Desempenho nas paradas musicais
| Título                       | Ano  | Melhores posições | Melhores posições | Observações | Ref.          |
| Título                       | Ano  | COR Gaon          | COR Hot           | Observações | Ref.          |
| ---------------------------- | ---- | ----------------- | ----------------- | ----------- | ------------- |
| "You're Cold" (Heize)        | 2020 | 62                | 57                | Parte 1     | [ 35 ] [ 36 ] |
| "Breath" (Sam Kim)           | 2020 | 59                | 61                | Parte 2     | [ 37 ] [ 38 ] |
| "My Tale" (Park Won)         | 2020 | 92                | 62                | Parte 3     | [ 39 ] [ 38 ] |
| "In Your Time" (Lee Su-hyun) | 2020 | 31                | 32                | Parte 4     | [ 40 ] [ 41 ] |
| "Hallelujah" (Kim Feel)      | 2020 | 80                | 67                | Parte 5     | [ 42 ] [ 43 ] |
| "Little By Little" (Cheeze)  | 2020 | 107               | 86                | Parte 6     | [ 44 ] [ 45 ] |

## Recepção
Na tabela abaixo, os números azuis representam as audiências mais baixas e os números vermelhos representam as audiências mais elevadas.
| Episódio | Parte | Data de transmissão | Título                                  | Audiência média (AGB Nielsen) | Audiência média (AGB Nielsen) |
| Episódio | Parte | Data de transmissão | Título                                  | Em todo o país                | Seul                          |
| -------- | ----- | ------------------- | --------------------------------------- | ----------------------------- | ----------------------------- |
| 1        |       | 20 de junho de 2020 | O menino que se alimentava de pesadelos | 6.093%                        | 7.036%                        |
| 2        |       | 21 de junho de 2020 | A mulher dos sapatos vermelhos          | 4.722%                        | 5.474%                        |
| 3        |       | 27 de junho de 2020 | A bruxa adormecida                      | 5.940%                        | 6.529%                        |
| 4        |       | 28 de junho de 2020 | Criança Zumbi                           | 4.942%                        | 6.000%                        |
| 5        | 1     | 4 de julho de 2020  | Rapunzel e o castelo amaldiçoado        | 4.661%                        | 5.285%                        |
| 5        | 2     | 4 de julho de 2020  | Rapunzel e o castelo amaldiçoado        | 5.248%                        | 5.782%                        |
| 6        | 1     | 5 de julho de 2020  | O segredo do Barba Azul                 | 5.056%                        | 5.114%                        |
| 6        | 2     | 5 de julho de 2020  | O segredo do Barba Azul                 | 5.647%                        | 5.748%                        |
| 7        | 1     | 11 de julho de 2020 | O cão alegre                            | 5.054%                        | 5.434%                        |
| 7        | 2     | 11 de julho de 2020 | O cão alegre                            | 5.555%                        | 5.753%                        |
| 8        | 1     | 12 de julho de 2020 | A bela e a fera                         | 4.744%                        | 5.160%                        |
| 8        | 2     | 12 de julho de 2020 | A bela e a fera                         | 5.634%                        | 6.407%                        |
| 9        | 1     | 18 de julho de 2020 | O rei com orelhas de burro              | 4.995%                        | 5.416%                        |
| 9        | 2     | 18 de julho de 2020 | O rei com orelhas de burro              | 5.814%                        | 6.501%                        |
| 10       | 1     | 19 de julho de 2020 | A menina e o lobo                       | 4.212%                        | 4.669%                        |
| 10       | 2     | 19 de julho de 2020 | A menina e o lobo                       | 5.481% (1st)                  | 5.995% (1st)                  |
| 11       | 1     | 25 de julho de 2020 | O patinho feio                          | 4.552%                        | 4.681%                        |
| 11       | 2     | 25 de julho de 2020 | O patinho feio                          | 5.681%                        | 5.661%                        |
| 12       | 1     | 26 de julho de 2020 | Romeu e Julieta                         | 5.145%                        | 5.597%                        |
| 12       | 2     | 26 de julho de 2020 | Romeu e Julieta                         | 5.264%                        | 6.108%                        |
| 13       | 1     | 1 de agosto de 2020 | O pai das duas irmãs                    | 4.794%                        | 5.155%                        |
| 13       | 2     | 1 de agosto de 2020 | O pai das duas irmãs                    | 5.696%                        | 6.151%                        |
| 14       | 1     | 2 de agosto de 2020 | A mão e o tamboril                      | 5.403%                        | 6.042%                        |
| 14       | 2     | 2 de agosto de 2020 | A mão e o tamboril                      | 5.947%                        | 6.654%                        |
| 15       | 1     | 8 de agosto de 2020 | Um conto de dois irmãos                 | 5.567%                        | 6.198%                        |
| 15       | 2     | 8 de agosto de 2020 | Um conto de dois irmãos                 | 6.492%                        | 7.365%                        |
| 16       | 1     | 9 de agosto de 2020 | Em busca da feição real                 | 6.224%                        | 7.296%                        |
| 16       | 2     | 9 de agosto de 2020 | Em busca da feição real                 | 7.348%                        | 8.535%                        |
| Média    | Média | Média               | Média                                   | 5.425%                        | 6.025%                        |